# مانباخ (فولکانایفل)
مانباخ (به آلمانی: Mannebach) یک شهر در آلمان است که در فولکانایفل واقع شده‌است. مانباخ ۲۳۶ نفر جمعیت دارد.